# Finale della Coppa dei Campioni 1977-1978
La finale della 23ª edizione di Coppa dei Campioni si disputò il 10 maggio 1978 presso lo stadio di Wembley di Londra tra gli inglesi del Liverpool e i belgi del Club Bruges. All'incontro assistettero circa 92 500 spettatori. La partita, arbitrata dall'olandese Charles Corver, vide la vittoria per 1-0 della squadra britannica.

## Le squadre
| Squadre     | Partecipazioni precedenti (il grassetto indica la vittoria) |
| ----------- | ----------------------------------------------------------- |
| Liverpool   | 1 (1977)                                                    |
| Club Bruges | Nessuna                                                     |

## Il cammino verso la finale
Il Liverpool di Bob Paisley, in qualità di campione in carica, ricevette un bye per giocare direttamente a partire dagli ottavi di finale, dove affrontò la Dinamo Dresda superata con un risultato aggregato di 6-3. Ai quarti, i portoghesi del Benfica furono sconfitti con un risultato totale di 6-2. In semifinale il Liverpool affrontò i tedeschi occidentali del Borussia M'gladbach, in una riedizione della passata finale; Die Fohlen misero in difficoltà i Reds, che nella gara d'andata persero 2-1, ma poi si rifecero ad Anfield dove vinsero 3-0.
Il Club Bruges di Ernst Happel, iniziò il cammino europeo contro i finlandesi del KuPS battendoli con una goleada totale di 9-2. Agli ottavi di finale incontrò i campioni di Grecia del Panathīnaïkos vincendo 2-0 l'andata in Belgio e perdendo 1-0 il ritorno ad Atene. Ai quarti, toccò all'Atlético Madrid essere eliminati dai campioni di Belgio con un risultato aggregato di 4-3. In semifinale la Juventus diede filo da torcere ai Blauw en Zwart che persero all'andata 1-0, e con il medesimo risultato vinsero la gara di ritorno a Bruges, portando la partita ai supplementari e segnando il gol vittoria a quattro minuti dal termine con René Vandereycken.

## La partita
Il Liverpool, campione in carica, affronta nuovamente il Bruges dopo due anni dalla vittoriosa finale di Coppa UEFA. Così come allora la differenza di valori in campo è percepibile e i belgi cercano di difendersi dagli attacchi dei Reds, apparendo piuttosto rinunciatari. Il primo tempo si chiude a reti inviolate, con un Liverpool decisamente deludente che non sa sfruttare la supremazia territoriale. La ripresa segue la trama del primo tempo, ma dopo meno di venti minuti lo scozzese Kenny Dalglish, imbeccato dal connazionale Graeme Souness, trova il gol con un bel colpo sotto diagonale che trafigge il portiere danese Birger Jensen. Il Bruges tenta di avventurarsi all'attacco ma lo fa con scarsa convinzione e il Liverpool conduce tranquillamente in porto la partita. È la prima volta che una squadra inglese solleva al cielo la Coppa per due anni consecutivi.

## Tabellino
| Arbitro: | Charles Corver |

|              |           |  |
| Dalglish 64’ | Marcatori |  |

| Liverpool | Club Bruges |

### Formazioni
| Liverpool     |    |                  |  |     |  |     |
|               |    |                  |  |     |  |     |
| P             | 1  | Ray Clemence     |  |     |  |     |
| D             | 2  | Phil Neal        |  |     |  |     |
| D             | 3  | Phil Thompson    |  |     |  |     |
| D             | 4  | Alan Hansen      |  |     |  |     |
| C             | 5  | Ray Kennedy      |  |     |  |     |
| D             | 6  | Emlyn Hughes     |  |     |  |     |
| A             | 7  | Kenny Dalglish   |  |     |  |     |
| C             | 8  | Jimmy Case       |  | 30’ |  | 63’ |
| A             | 9  | David Fairclough |  |     |  |     |
| C             | 10 | Terry McDermott  |  |     |  |     |
| C             | 11 | Graeme Souness   |  |     |  |     |
| Sostituzioni: |    |                  |  |     |  |     |
| C             | 12 | Steve Heighway   |  | 63’ |  |     |
| P             | 13 | Steve Ogrizovic  |  |     |  |     |
| D             | 14 | Joey Jones       |  |     |  |     |
| D             | 15 | Colin Irwin      |  |     |  |     |
| C             | 16 | Ian Callaghan    |  |     |  |     |
| Allenatore:   |    |                  |  |     |  |     |
| Bob Paisley   |    |                  |  |     |  |     |

| Club Bruges   |    |                   |     |     |
|               |    |                   |     |     |
| P             | 1  | Birger Jensen     |     |     |
| D             | 2  | Fons Bastijns     |     |     |
| D             | 3  | Gino Maes         |     | 70’ |
| D             | 4  | Edi Krieger       |     |     |
| D             | 5  | Georges Leekens   |     |     |
| C             | 6  | Julien Cools      |     |     |
| C             | 7  | Dany De Cubber    |     |     |
| C             | 8  | René Vandereycken | 34’ |     |
| A             | 9  | Jan Simoen        |     |     |
| C             | 10 | Lajos Kű          |     | 58’ |
| A             | 11 | Jan Sørensen      |     |     |
| Sostituzioni: |    |                   |     |     |
| C             | 12 | Dirk Sanders      |     | 58’ |
| D             | 13 | Jos Volders       |     | 70’ |
| Allenatore:   |    |                   |     |     |
| Ernst Happel  |    |                   |     |     |